# 李淦 (作曲家)
李淦（1918年—1966年），笔名水金、骥秋，男，山东济宁人，中国作曲家，曾任中华全国音乐工作者协会候补委员。